# Danza degli spiriti

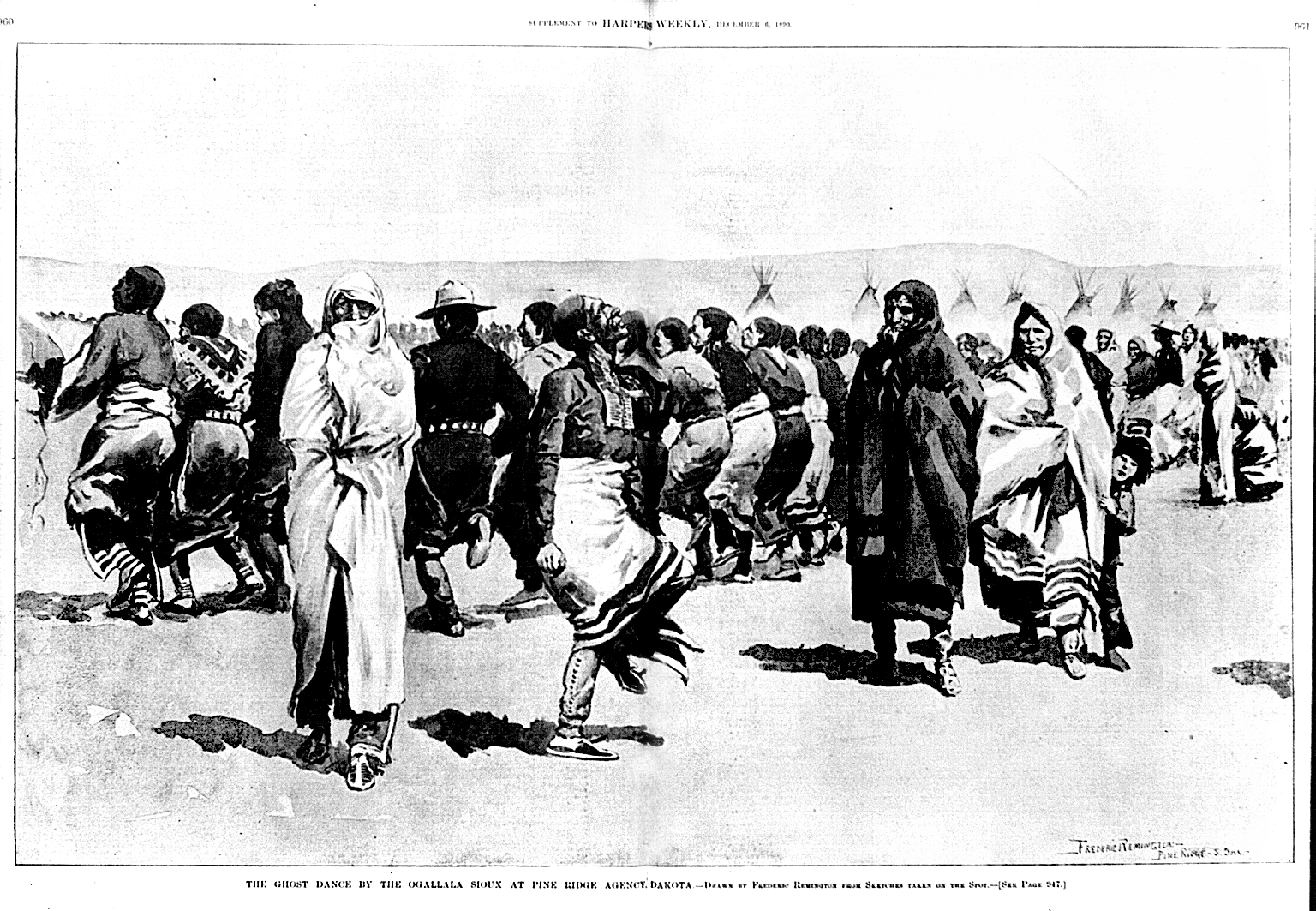
Illustrazione della danza degli spiriti a Pine Ridge

La danza degli spiriti fu un culto sincretico a cui aderirono una buona parte degli indiani d'America attorno al 1890. Il profeta di questo culto fu Wovoka, un indiano Paiute che mescolò la spiritualità originaria con elementi di cristianesimo. Il culto ruotava attorno a una promessa di restituzione delle terre americane agli abitatori originari.
Secondo gli insegnamenti millenari del leader spirituale Paiute del Nord Wovoka (rinominato Jack Wilson), la pratica corretta della danza riunirebbe i vivi con gli spiriti dei morti, porterebbe gli spiriti a combattere per loro conto, porrebbe fine all'espansione americana verso ovest e porterebbe pace, prosperità e unità ai popoli nativi americani in tutta la regione.
La base della danza degli spiriti è la danza circolare, una danza tradizionale dei nativi americani che prevede il movimento in una formazione circolare in grandi gruppi. La danza degli spiriti fu praticata per la prima volta dai Nevada Northern Paiute nel 1889. La pratica si diffuse in gran parte degli Stati Uniti occidentali, raggiungendo rapidamente aree della California e dell'Oklahoma. Mentre la danza degli spiriti si diffondeva dalla sua fonte originale, diverse tribù sintetizzarono aspetti selettivi del rituale con le proprie credenze.
La danza degli spiriti è stata associata alla profezia di Wovoka sulla fine dell'espansione coloniale, mentre predicava obiettivi di vita pulita, una vita onesta e cooperazione interculturale da parte dei nativi americani. Si ritiene che la pratica del movimento della danza degli spiriti abbia contribuito alla resistenza dei Lakota all'assimilazione ai sensi del Dawes Act. La variazione Lakota della danza degli spiriti tendeva al millenarismo, un'innovazione che distingueva l'interpretazione Lakota dagli insegnamenti originali di Jack Wilson.

## Storia

### Influenza Paiute
La comunità dei Paiute settentrionali a quel tempo prosperava grazie a un modello di sussistenza basato sulla pesca, sulla caccia alla selvaggina e sulla raccolta di pinoli e radici come il Cyperus esculentus.
I Tövusidökadö tendevano a seguire vari leader spirituali e organizzatori della comunità. Gli eventi della comunità erano incentrati sull'osservanza di cerimonie stagionali come i raccolti o la caccia. Nel 1869, Hawthorne Wodziwob, un uomo Paiute, organizzò una serie di danze comunitarie per annunciare una visione. Parlò di un viaggio nella terra dei morti e delle promesse fattegli dalle anime dei defunti di recente. Promisero di tornare dai loro cari entro un periodo di tre o quattro anni.
I pari di Wodziwob accettarono questa visione, probabilmente a causa del suo rispettabile status di guaritore. Esortò la popolazione a ballare la danza del cerchio comune come era consuetudine durante un periodo di festa. Continuò a predicare questo messaggio per tre anni con l'aiuto di un "medico meteorologo" locale di nome Tavibo, padre di Wovoka.
Prima del movimento religioso di Wodziwob, nel 1867 scoppiò una devastante epidemia di febbre tifoide. Questa e altre malattie più comuni tra la popolazione europea uccisero circa un decimo della popolazione totale, provocando un trauma psicologico ed emotivo diffuso.

### Influenza della danza circolare
Una danza circolare è una danza comunitaria circolare che si tiene solitamente attorno a un individuo che guida la cerimonia. Le danze circolari possono essere cerimoniali o puramente sociali. Solitamente, i ballerini sono accompagnati da un gruppo di cantanti che possono anche suonare all'unisono i tamburi a mano. I ballerini si prendono per mano per formare un grande cerchio e si muovono con un passo laterale piegando le ginocchia al ritmo dei tamburi.
Durante i suoi studi sulle tribù del Pacifico nord-occidentale, l'antropologo Leslie Spier usò il termine "danze del profeta" per descrivere danze circolari cerimoniali in cui i partecipanti cercano trance, esortazioni e profezie. Spier studiò i popoli dell'altopiano del Columbia (una regione che comprende Washington, Oregon, Idaho e parti del Montana occidentale). All'epoca dei suoi studi, le uniche danze a cui gli era permesso assistere erano danze sociali o che avevano già incorporato elementi cristiani, rendendo complicata l'indagine sull'origine della danza circolare.

### Cerimonia della danza degli spiriti
I resoconti dei testimoni oculari della danza degli spiriti prima del massacro di Wounded Knee includono Ella Cara Deloria e le Goodale Sisters (poetesse e sorelle del Massachusetts). La danza degli spiriti includeva centinaia di partecipanti al suo apice, con molti che venivano dalle riserve vicine per partecipare, che digiunavano per uno o due giorni prima della cerimonia. Il giorno della danza, uomini e donne entrano in una capanna sudatoria separata. Durante un periodo di due o quattro giorni i ballerini si tengono per mano con la testa rivolta verso l'alto e lentamente muovono i piedi lateralmente in senso orario mentre cantano canzoni della danza degli spiriti. Gli sciamani agitano i ventagli ad ali d'aquila in faccia ai partecipanti. L'obiettivo era entrare in trance, dove il ballerino veniva trasportato nell'aldilà e incontra realtà perdute e tempi prima dell'arrivo degli europei quando il bisonte era trovato in abbondanza. Lamenti, grida e sguardi perplessi si sentivano nei ballerini mentre si svegliavano dal loro stato di incoscienza e raccontavano le loro esperienze agli sciamani.

La danza degli spiriti viene ballata con canzoni di danza degli spiriti. Leonard Crow Dog ricorda nelle sue memorie durante l'occupazione di Wounded Knee del 1973 i canti che cantavano:
"Il mondo intero sta arrivando, una nazione sta arrivando, una nazione sta arrivando, l'aquila ha portato il messaggio, dice il padre, dice il padre, il mondo intero sta arrivando, i bufali stanno arrivando, i bufali stanno arrivando, il corvo ha portato il messaggio, dice il padre, dice il padre. La nazione del corvo sta arrivando, dice il padre, dice il padre." 

## Il profeta

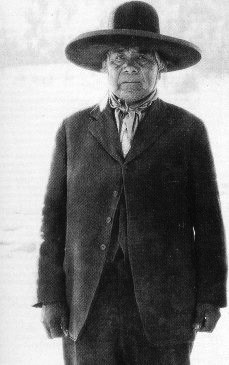
Wovoka – leader spirituale dei Paiute del Nord e creatore della danza degli spiriti.

Si ritiene che Wovoka, il profeta altrimenti noto come Jack Wilson, abbia avuto una visione durante un'eclissi solare del 1° gennaio 1889. Si dice che non fosse la prima volta che aveva una visione, ma poiché era la prima da giovane adulto, affermò di essere ora meglio equipaggiato, spiritualmente, per gestire questo messaggio. Jack aveva ricevuto una formazione da un uomo santo esperto sotto la guida dei suoi genitori dopo che si erano resi conto che aveva difficoltà a interpretare le sue precedenti visioni. Jack si stava anche formando per diventare un "dottore del meteo", seguendo le orme di suo padre. Era conosciuto in tutta la Mason Valley come un giovane leader dotato e benedetto. Predicando un messaggio di amore universale, spesso presiedeva danze in cerchio, che simboleggiavano il percorso celeste del sole attraverso il cielo.
L'antropologo James Mooney condusse un'intervista con Wovoka, che chiamò con il suo nome inglese, prima del 1892. Mooney confermò che il suo messaggio corrispondeva a quello dato ai suoi compagni indiani. Questo studio ha confrontato le lettere tra tribù. Secondo Mooney, la lettera di Wilson diceva che si trovava di fronte a Dio in cielo e aveva visto molti dei suoi antenati impegnati nei loro passatempi preferiti, e che Dio mostrò a Wilson una bellissima terra piena di selvaggina e gli ordinò di tornare a casa per dire al suo popolo che dovevano amarsi e non combattere. Affermò anche che Gesù si stava reincarnando sulla Terra nel 1892, che le persone dovevano lavorare, non rubare o mentire, e che non dovevano impegnarsi nelle vecchie pratiche di guerra o nelle tradizionali pratiche di automutilazione connesse al lutto per i morti. Disse che se il suo popolo avesse rispettato queste regole, si sarebbe unito ai suoi amici e familiari nell'altro mondo, e in presenza di Dio, non ci sarebbero state malattie, infermità o vecchiaia.
Mooney scrive che a Wilson fu data la danza degli spiriti e gli fu ordinato di riportarla al suo popolo. Predicò che se la danza di cinque giorni fosse stata eseguita negli intervalli appropriati, gli artisti avrebbero assicurato la loro felicità e accelerato la riunione dei vivi e dei defunti. Wilson disse che il Creatore gli aveva dato poteri sul tempo e che sarebbe stato il vice responsabile degli affari negli Stati Uniti occidentali, lasciando l'attuale presidente Harrison come vice di Dio nell'Est. Jack afferma che gli fu poi detto di tornare a casa e predicare il messaggio di Dio.
Wovoka sosteneva di aver lasciato la presenza di Dio convinto che se ogni indiano in Occidente avesse danzato la nuova danza per "accelerare l'evento", tutto il male nel mondo sarebbe stato spazzato via, lasciando una Terra rinnovata piena di cibo, amore e fede. Accettata rapidamente dai suoi fratelli Paiute, la nuova religione fu chiamata "Danza in Cerchio". Poiché il primo contatto europeo con la pratica avvenne tramite i Lakota, la loro espressione "Danza dello Spirito" fu adottata come titolo descrittivo per tutte queste pratiche. Questa fu successivamente tradotta come "Danza dei Fantasmi".

## Registrazioni, Film, Cinema, Teatro e Industrializzazione

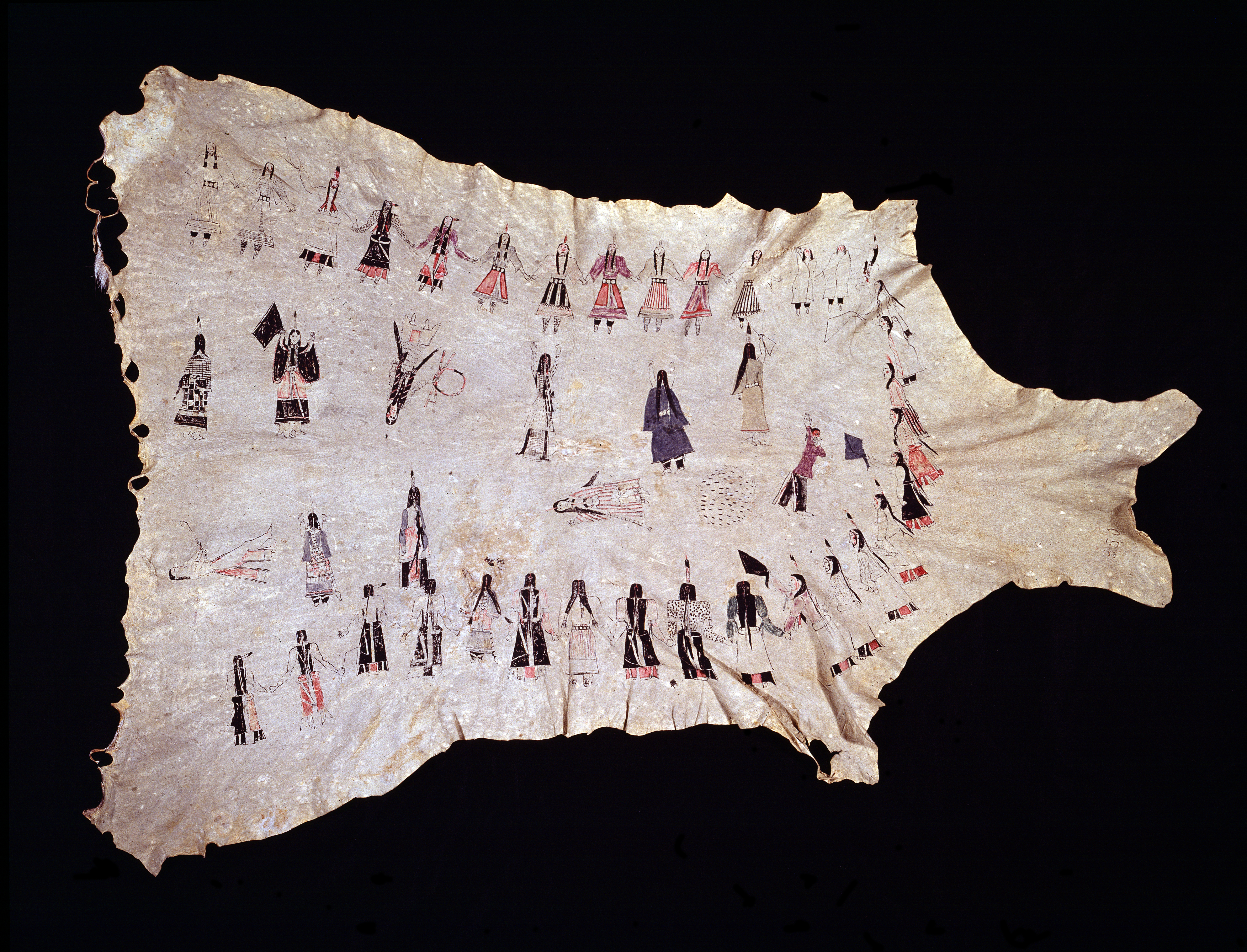
Numero di catalogo E165127-0, un dipinto su pelle di daino della cultura Cheyenne del sud (Tsitsistas, Suhtai). Fa parte delle collezioni di antropologia presso lo Smithsonian Institution National Museum of Natural History di Washington. Il collezionista, James Mooney, ha riferito che il dipinto "dà un'idea eccellente della danza degli spiriti... tra Cheyenne e Arapaho" (1892).

Poco dopo la commercializzazione del Berliner Gramophone, una piccola raccolta di danze dei fantasmi (curata da James Mooney) fu registrata e stampata nel 1894, i master originali erano conservati presso la Biblioteca del Congresso. Non è chiaro chi sia l'interprete delle canzoni, forse lo stesso James Mooney, a causa dell'interpretazione dei rituali delle diverse tribù da parte della stessa voce.
L'invenzione del kinetoscopio, creato e sviluppato da Thomas Edison e William Kennedy Dickson, fu parte dell'inizio di un movimento per scegliere e filmare gli aborigeni nordamericani mentre eseguivano cerimonie, danze e battute di caccia. Il kinetoscopio era molto popolare negli anni '90 dell'Ottocento sia sulla costa orientale che su quella occidentale degli Stati Uniti. Questi film venivano prodotti per contenere un livello di valore shock per soddisfare gli spettatori che avrebbero pagato cinquanta centesimi per guardarli. I film degli aborigeni nordamericani includono un video di 22 secondi di "Danza degli Spiriti Sioux", il passaggio della pipa della pace, la danza del bufalo e la danza di guerra Omaha. Il film Danza degli Spiriti Sioux offre ai non nativi una rappresentazione imprecisa della danza degli spiriti. Nel film c'è un tamburo, ma la danza in sé non include strumenti. Le teste dei ballerini sono rivolte verso il basso, le mani tengono le pipe e muovono i piedi con un movimento veloce, mentre la danza originale è lenta, le mani sono tenute insieme e le teste di solito guardano verso l'alto. I ballerini sono stipati nel piccolo palco per adattarsi al piccolo spazio in cui si trova il kinetoscopio.
L'aumento di popolarità coincise con gli Wild West Show di Buffalo Bill in cui, "Il ruolo del popolo indiano era sia essenziale che anomalo nel selvaggio West. Almeno nei grandi spettacoli, erano generalmente trattati e pagati come gli altri artisti. Potevano viaggiare con le loro famiglie e si guadagnavano da vivere in modo impossibile nelle loro riserve. Furono incoraggiati da Buffalo Bill e altri a mantenere la loro lingua e i loro rituali. Ottennero accesso ai leader politici ed economici e le loro cause furono talvolta discusse nei programmi degli spettacoli pubblicati. Eppure erano stereotipati come guerrieri a cavallo con cappelli da guerra, l'ultimo impedimento alla civiltà. Così dovevano ricombattere una guerra persa ogni sera; e la loro vittoria vuota nelle rappresentazioni della battaglia del Little Bighorn dimostrò più e più volte al loro pubblico la giustificazione per la conquista americana.

## Diffusione del messaggio del profeta

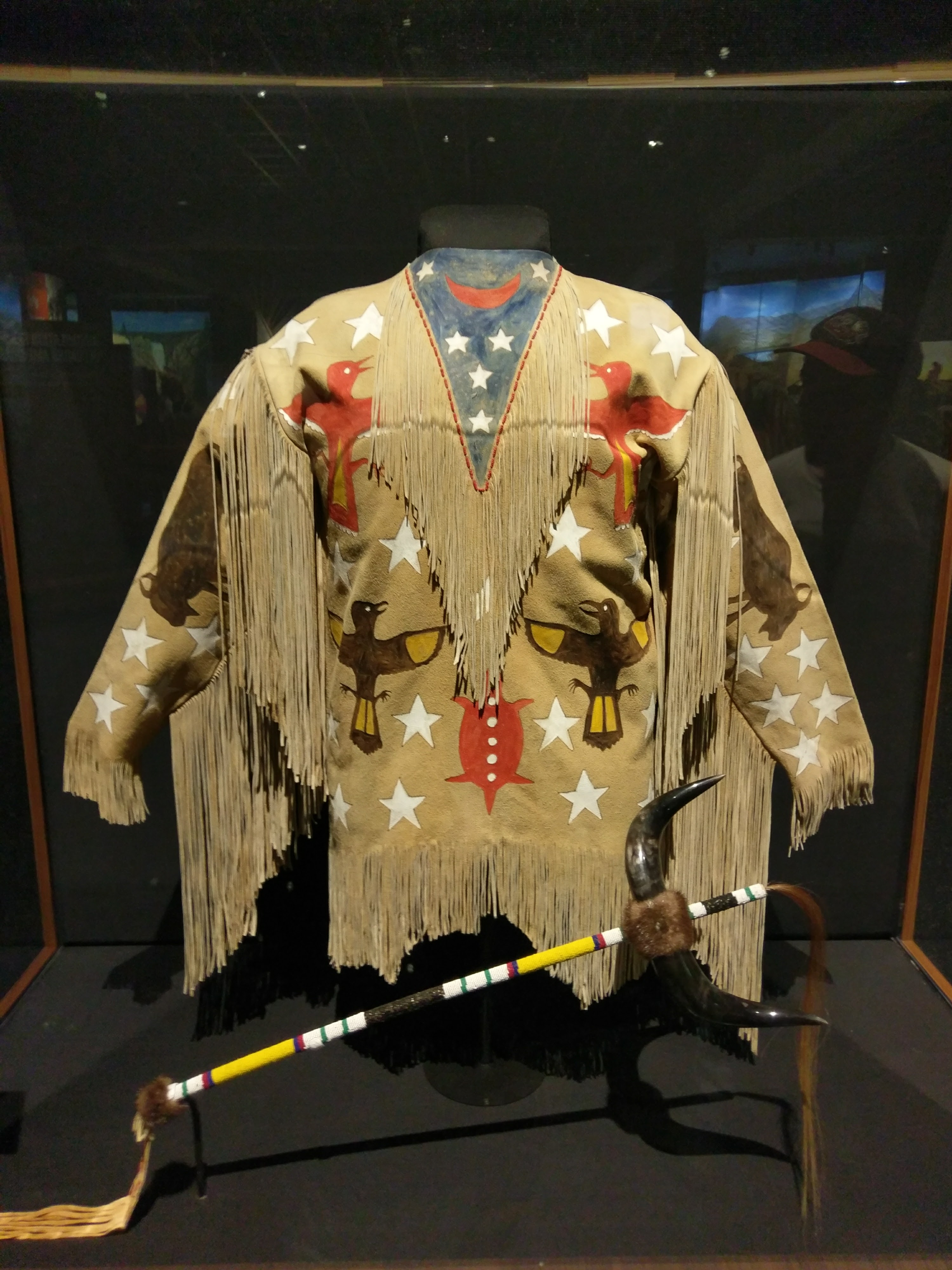
Una camicia fantasma in pelle di daino Arapaho, circa 1890.

Attraverso i nativi americani e alcuni coloni bianchi, il messaggio di Wilson si diffuse in gran parte della parte occidentale degli Stati Uniti. All'inizio del movimento religioso, molte tribù inviarono membri per indagare sul profeta autoproclamato, mentre altre comunità inviarono delegati solo per essere cordiali. Indipendentemente dalle loro motivazioni iniziali, molti se ne andarono come credenti e tornarono nella loro terra natale predicando il suo messaggio. La danza degli spiriti fu anche indagata da molti mormoni dello Utah, per i quali i concetti del profeta indiano erano familiari e spesso accettati. Mentre molti seguaci della danza degli spiriti credevano che Wovoka fosse un insegnante di pacifismo e pace, altri non la pensavano così.
Un'elaborazione del concetto di danza degli spiriti fu lo sviluppo di camicie fantasma, che erano indumenti speciali che i guerrieri potevano indossare. Si diceva che respingessero i proiettili attraverso il potere spirituale. Non è certo da dove abbia avuto origine questa credenza. Gli studiosi credono che nel 1890 il capo Kicking Bear abbia introdotto il concetto al suo popolo, i Lakota, mentre James Mooney sosteneva che la fonte più probabile è l'indumento del tempio dei Santi degli Ultimi Giorni.

L'interpretazione Lakota trasse spunto dalla loro idea tradizionale di una "Terra rinnovata" in cui "tutto il male viene lavato via". Questa interpretazione Lakota includeva la rimozione di tutti gli europei americani dalle loro terre: 
Dissero alla gente che avrebbero potuto danzare per creare un nuovo mondo. Ci sarebbero state frane, terremoti e forti venti. Le colline si sarebbero ammucchiate le une sulle altre. La terra si sarebbe arrotolata come un tappeto con tutte le brutte cose dell'uomo bianco: i nuovi animali puzzolenti, pecore e maiali, le recinzioni, i pali del telegrafo, le miniere e le fabbriche. Sotto ci sarebbe stato il meraviglioso vecchio-nuovo mondo com'era prima che arrivassero i bianchi wasi'chu [che significa persona non indigena, in particolare bianca, spesso con un significato dispregiativo] ....Gli uomini bianchi saranno arrotolati, scompariranno, torneranno nel loro continente. (p. 228) — Lame Deer

## Influenza politica
Nel febbraio 1890, il governo degli Stati Uniti ruppe un trattato Lakota modificando la Great Sioux Reservation del Dakota del Sud (un'area che in precedenza comprendeva la maggior parte dello Stato) e dividendola in cinque riserve più piccole. Nelle riserve ridotte, il governo assegnò unità familiari su appezzamenti di 320 acri (1,3 km²) per singole famiglie. Ci si aspettava che i Lakota coltivassero e allevassero bestiame e mandassero i loro figli in collegi. Con l'obiettivo dell'assimilazione, le scuole insegnavano inglese e cristianesimo, così come pratiche culturali americane. In generale, proibivano l'inclusione di culture e lingue tradizionali indiane.
Per aiutare a sostenere i Lakota durante il periodo di transizione, il Bureau of Indian Affairs (BIA) avrebbe dovuto fornire loro cibo e assumere contadini bianchi come insegnanti per la popolazione. Il piano agricolo non teneva conto delle difficoltà che i contadini Lakota avrebbero avuto nel cercare di coltivare nella regione semi-arida del Dakota del Sud. Alla fine della stagione di crescita del 1890, un periodo di caldo intenso e scarse precipitazioni, era chiaro che la terra non era in grado di produrre raccolti agricoli sostanziali. Sfortunatamente, questo fu anche il periodo in cui la pazienza del governo nel sostenere i cosiddetti "indiani pigri" si esaurì. Tagliarono a metà le razioni per i Lakota. Con i bisonti praticamente sradicati qualche anno prima, i Lakota erano a rischio di fame.

La gente si rivolse al rituale della danza degli spiriti, che spaventò gli agenti supervisori della BIA. Coloro che risiedevano nella zona da molto tempo riconobbero che il rituale spesso si teneva poco prima che la battaglia dovesse iniziare. Kicking Bear fu costretto a lasciare Standing Rock, ma quando le danze continuarono ininterrotte, l'agente James McLaughlin chiese più truppe. Affermò che il leader spirituale degli Hunkpapa, Toro Seduto, era il vero leader del movimento. Un ex agente, Valentine McGillycuddy, non vide nulla di straordinario nelle danze e ridicolizzò il panico che sembrava aver travolto le agenzie, dicendo: 
L'arrivo delle truppe ha spaventato gli indiani. Se gli Avventisti del settimo giorno preparano le vesti dell'ascensione per la seconda venuta del Salvatore, l'esercito degli Stati Uniti non si mette in moto per impedirglielo. Perché gli indiani non dovrebbero avere lo stesso privilegio? Se le truppe rimangono, i guai arriveranno sicuramente.
Ciononostante, migliaia di truppe aggiuntive dell'esercito statunitense furono dispiegate nella riserva. Il 15 dicembre 1890, Toro Seduto fu arrestato per non aver impedito al suo popolo di praticare la danza degli spiriti. Durante l'incidente, uno degli uomini di Toro Seduto, Catch the Bear, sparò al tenente "Bull Head", colpendolo al lato destro. Questi si voltò all'istante e sparò a Toro Seduto, colpendolo al lato sinistro, tra la decima e l'undicesima costola; questo scambio provocò morti da entrambe le parti, compresa quella di Toro Seduto.

## Wounded Knee
Piede Grosso (Lakota: Unpan Glešká – noto anche come Big Foot) era un capo Miniconjou nella lista degli indiani "problematici" dell'esercito americano. Il 29 dicembre 1890, fu fermato mentre en route (lungo il percorso) per incontrarsi con i restanti capi Lakota. Gli ufficiali dell'esercito americano lo costrinsero a trasferirsi con la sua gente in un piccolo accampamento vicino alla Pine Ridge Agency. Qui i soldati potevano sorvegliare più da vicino il vecchio capo. Quella sera, il 28 dicembre, la piccola banda di Lakota eresse i propri tipì sulle rive del Wounded Knee Creek. Il giorno seguente, durante un tentativo degli ufficiali di raccogliere le armi dalla banda, un giovane guerriero Lakota sordo si rifiutò di cedere le armi. Ne seguì una colluttazione in cui l'arma di qualcuno sparò in aria. Un ufficiale americano diede l'ordine di aprire il fuoco e i Lakota risposero prendendo le armi confiscate in precedenza; le forze statunitensi risposero con carabine e diversi cannoni Hotchkiss di artiglieria leggera a fuoco rapido montati sulla collina sovrastante. Quando i combattimenti furono conclusi, 25 soldati statunitensi giacevano morti, molti uccisi dal fuoco amico. Tra i 153 Lakota morti, la maggior parte erano donne e bambini. Dopo il massacro, il capo Kicking Bear consegnò ufficialmente la sua arma al generale Nelson A. Miles.
20 soldati americani ricevettero la Medal of Honor per le loro azioni (alcune fonti indicano il numero come 18 o 23). Gli attivisti per i diritti umani e dei nativi americani si sono riferiti a queste come "Medaglie del disonore" e hanno chiesto che i premi venissero revocati, ma ciò non avvenne.
Dopo il massacro di Wounded Knee, la partecipazione aperta al Movimento Danza degli Spiriti diminuì gradualmente per paura di continue violenze contro i praticanti. Come la maggior parte delle cerimonie indiane, divenne clandestina piuttosto che estinguersi completamente.
Il Congresso si scusò ufficialmente per il massacro di Wounded Knee nel 1990, ma non revocò alcun premio della Medal of Honor.

## Rifiuto
Nonostante l'ampia accettazione del movimento della danza degli spiriti, i leader Navajo descrissero la danza degli spiriti come "parole senza valore" nel 1890. Tre anni dopo, James Mooney arrivò alla riserva Navajo nel nord dell'Arizona durante il suo studio del movimento della danza degli spiriti e scoprì che i Navajo non avevano mai incorporato il rituale nella loro società.
Kehoe riteneva che il movimento non avesse preso piede nella tribù a causa dei livelli più alti di soddisfazione sociale ed economica dei Navajo all'epoca. Un altro fattore erano le norme culturali tra i Navajo, che inculcavano la paura di fantasmi e spiriti, basata su credenze religiose.

## Stato moderno
Il massacro di Wounded Knee non fu la fine del movimento religioso della danza degli spiriti, il quale divenne clandestino. Wovoka continuò a diffondere il suo messaggio, insieme a Kicking Bear, Short Bull e altri leader spirituali. La danza degli spiriti è praticata in modo particolare dai Caddo, ma i dettagli sono limitati ai partecipanti e non al pubblico.
Durante l'incidente di Wounded Knee del 1973, uomini e donne Lakota, tra cui Mary Brave Bird, eseguirono la cerimonia della danza dei fantasmi nel luogo in cui i loro antenati erano stati uccisi. Nel suo libro Lakota Woman, Brave Bird scrisse che le danze dei fantasmi continuano come cerimonie private.